# Qapıçay
Qapıçay è un comune dell'Azerbaigian situato nel distretto di Qax. Conta una popolazione di 332 abitanti.